# Cratere Birt
Birt è un cratere lunare di 15,81 km situato nella parte sud-occidentale della faccia visibile della Luna.
Il cratere è dedicato all'astronomo britannico William Radcliffe Birt.

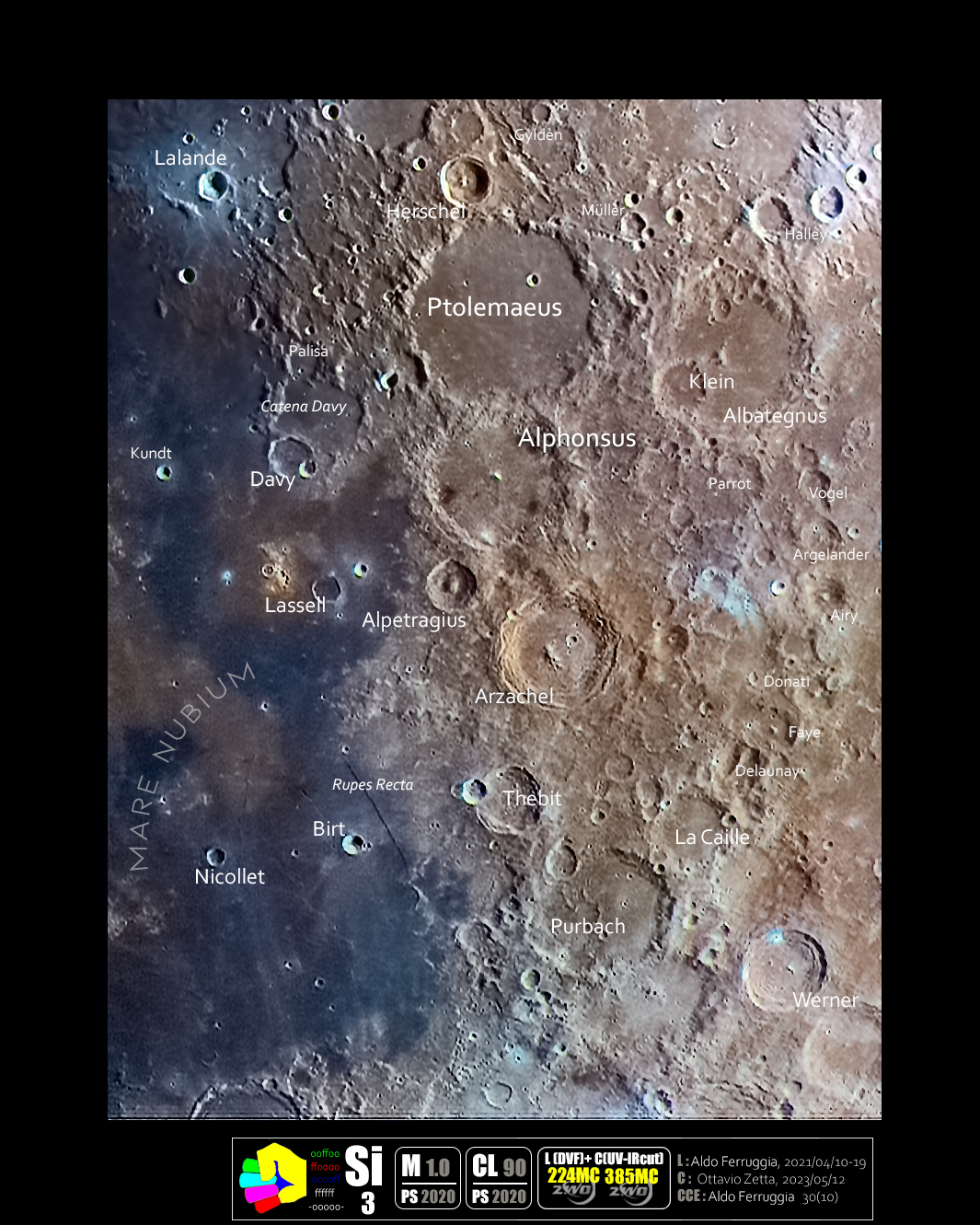
Il cratere con le strutture vicine in una Immagine Selenocromatica(Si)

## Crateri correlati
Alcuni crateri minori situati in prossimità di Birt sono convenzionalmente identificati, sulle mappe lunari, attraverso una lettera associata al nome.
| Birt | Coordinate            | Diametro (in km) |
| ---- | --------------------- | ---------------- |
| A    | 22°29′24″S 8°14′24″W  | 7,16             |
| B    | 22°17′24″S 10°16′12″W | 5,05             |
| C    | 23°41′24″S 8°22′12″W  | 1,8              |
| D    | 21°04′48″S 9°52′48″W  | 2,63             |
| E    | 20°43′12″S 9°39′36″W  | 5,34             |
| F    | 22°20′24″S 9°09′00″W  | 2,47             |
| G    | 23°11′24″S 8°16′48″W  | 1,84             |
| H    | 23°04′12″S 9°09′00″W  | 1,83             |
| J    | 23°00′S 9°30′W        | 1,76             |
| K    | 22°24′00″S 9°41′24″W  | 1,76             |
| L    | 21°39′36″S 9°21′36″W  | 1,8              |